# José Williams
José Williams, né à Lima le 9 novembre 1951, est un général et homme politique péruvien. Membre d'En avant pays (AvP), il est député depuis 2021, et président du Congrès de la République de 2022 à 2023.
Il était auparavant chef du commandement conjoint des forces armées péruviennes en 2006. Il était à la tête de l'opération Chavín de Huántar, considérée comme l'une des actions de sauvetage les plus réussies de l'histoire des forces armées péruviennes.

## Biographie

### Parcours universitaire et militaire
José Williams obtient une licence en sciences militaires à l'École militaire de Chorrillos en 2009, puis une maîtrise en développement national et défense au Centre des hautes études nationales (CAEN) en 2011.
Atteignant le grade de major général, Williams est chef du commandement conjoint des forces armées du Pérou de 2005 à 2006.
En 2006, il est accusé d'enrichissement illicite. Selon la Surintendance péruvienne des banques, des assurances et des administrateurs de fonds de pension, cinq comptes bancaires à son nom ont été retenus pour enrichissement illicite présumé au détriment de l'État.
Il prend sa retraite de l'armée en décembre 2006.
De 2009 à 2011, José Williams est directeur académique du Centre d'études nationales supérieures (CAEN). Il est également professeur à l'université Saint-Ignace de Loyola (es) depuis 2018 et chargé de cours à l'École supérieure de guerre depuis 2020.

### Massacre d'Accomarca
En août 1985, alors que l'armée détenait le pouvoir absolu dans les régions du pays en proie à insurrection du Sentier lumineux, la communauté paysanne d'Accomarca, dans la région andine d'Ayacucho, est visée par l'un des plus importants massacres du conflit armé péruvien. Les militaires investissent le village et rassemblent les habitants hors de leurs maisons, puis séparent les femmes et les enfants des hommes. Ces derniers sont battus et les femmes violées. La population est ensuite à nouveau rassemblée avant d’être exécutée. Soixante-neuf personnes ont été tuées, dont la plus jeune était une petite fille de trois mois. José Williams, alors colonel, était l'un des chefs militaires dans la région et avait sous ses ordres une partie des soldats qui ont pris part au massacre.
En 2016, la justice péruvienne établit que le massacre n'était une action isolée due à un simple groupe de soldats, comme le soutenait l'armée, mais le produit d'un ordre supérieur qui répondait à un plan militaire et qui s'est produit dans un contexte de violation généralisée des droits de l'homme. Dix militaires sont condamnés à des peines de prison mais José Williams, qui était un général d'active au moment du procès, est acquitté pour manque de preuves dans une décision de justice qui a été contestée par les familles des victimes et leurs avocats.

### Opération Chavín de Huántar
José Williams a dirigé l'opération Chavín de Huántar en avril 1997,. Il a été salué comme un héros pour le sauvetage des 72 otages capturés par le Mouvement révolutionnaire Túpac Amaru (MRTA), mettant ainsi fin à la Crise des otages à l'ambassade japonaise. Cette mission a été un succès et est considérée comme l'une des opérations de sauvetage les plus réussies de l'histoire,. En 2017, le Congrès remet à José Williams et à d'autres officiers ayant participé à cette opération le titre de "héros de la démocratie". 
Des rapports ont depuis suggéré qu'un nombre important d'insurgés ont été sommairement exécutés après leur reddition. Cela a mené à des poursuites civiles contre les officiers militaires pour leur implication dans la mort des militants. En 2001, le parquet général du Pérou a pris en compte les accusations et des audiences ont été ordonnées. Ces exécutions extrajudiciaires sont à ce jour restées impunies.

### Parcours politique

#### Membre du Congrès
En 2020, José Williams est annoncé comme membre de la liste du Congrès d'En avant pays pour les élections générales de 2021. Il participe à la campagne présidentielle d'Hernando de Soto en tant que conseiller défense et sécurité de l'équipe de campagne.
Lors de la campagne présidentielle, Hernando de Soto annonce la composition d'un cabinet fantôme, dans lequel José Williams est nommé ministre fantôme de la Défense.
Il est élu député du Congrès de la République avec 44 791 voix, pour la législature 2021-2026,.
Au sein du groupe parlementaire d'En avant pays, il est nommé porte-parole par la décision du président du parti Hernando de Soto, et il est également désigné comme interlocuteur privilégié entre les parlementaires du Congrès et Hernando de Soto.
Le 18 août 2021, le général José Williams est élu en tant que président de la Commission de la défense du Congrès. Il est réélu à cette fonction à l'unanimité en août 2022.

#### Président du Congrès
Le 12 septembre suivant, José Williams est élu président du Congrès au second tour avec 67 voix face au candidat Luis Aragón (AP), et succède à Lady Camones, démissionnaire.
Sa démission est réclamée par les manifestants lors des protestations de 2022-2023.